# Formica phaethusa
Formica phaethusa é uma espécie de formiga do gênero Formica, pertencente à subfamília Formicinae.